# Европейский фонд регионального развития
Европейский фонд регионального развития (англ. European Regional Development Fund) — один из централизованных фондов ЕС, созданный в 1975 году.
Осуществляет финансовую поддержку региональной политики с целью снижения диспропорций в развитии отдельных неблагополучных (периферийных и депрессивных) регионов стран ЕС. При распределении ресурсов приоритет отдаётся совместным программам региональной политики нескольких стран.
Характерными хронически депрессивными районами и первыми претендентами на инвестиционную поддержку со стороны Фонда являются юг Италии, отдельные области северо-востока Франции и британский Мерсисайд.